# Sixième circonscription de la préfecture de Saitama
La sixième circonscription de la préfecture de Saitama (埼玉県第6区, Saitama-ken dai-roku-ku) est l'une des seize circonscriptions législatives que compte la préfecture de Saitama au Japon.

## Description géographique
Entre 1994 et 2013, la sixième circonscription de la préfecture de Saitama regroupait les villes de Kōnosu, Ageo, Okegawa et Kitamoto et le district de Kita-Adachi.
Entre 2013 et 2022, elle comprenait les villes d'Ageo, Okegawa et Kitamoto, une partie de la ville de Kōnosu et le district de Kita-Adachi.
Depuis 2022, elle correspond aux villes de Kōnosu, Ageo, Okegawa et Kitamoto.

## Députés
| Législature | Début de mandat | Fin de mandat | Député élu               | Parti politique | Parti politique |
| ----------- | --------------- | ------------- | ------------------------ | --------------- | --------------- |
| 41e         | 1996            | 2000          | Kaneshige Wakamatsu (ja) |                 | Shinshintō      |
| 42e         | 2000            | 2003          | Atsushi Ōshima (ja)      |                 | PDJ             |
| 43e         | 2003            | 2005          | Atsushi Ōshima (ja)      |                 | PDJ             |
| 44e         | 2005            | 2009          | Atsushi Ōshima (ja)      |                 | PDJ             |
| 45e         | 2009            | 2012          | Atsushi Ōshima (ja)      |                 | PDJ             |
| 46e         | 2012            | 2014          | Kazuyuki Nakane (ja)     |                 | PLD             |
| 47e         | 2014            | 2017          | Atsushi Ōshima           |                 | PDJ             |
| 48e         | 2017            | 2021          | Atsushi Ōshima           |                 | PE              |
| 49e         | 2021            | 2024          | Atsushi Ōshima           |                 | PDC             |
| 50e         | 2024            | -             | Atsushi Ōshima           |                 | PDC             |